# 普伊
普伊（法語：Pouilly，法語發音：[puji]）是法国摩泽尔省的一个市镇，属于梅斯区。

## 地理
普伊（49°3'2"N, 6°11'9"E）面积5.11 平方千米，位于法国大東部大區摩泽尔省，该省份为法国东北部内陆省份，是洛林的一部分，西南接默尔特-摩泽尔省，东临下莱茵省，北与卢森堡和德国接壤。
与普伊接壤的市镇（或旧市镇、城区）包括：梅斯、谢尼、屈夫里、弗勒里、马尔利、佩尔特。

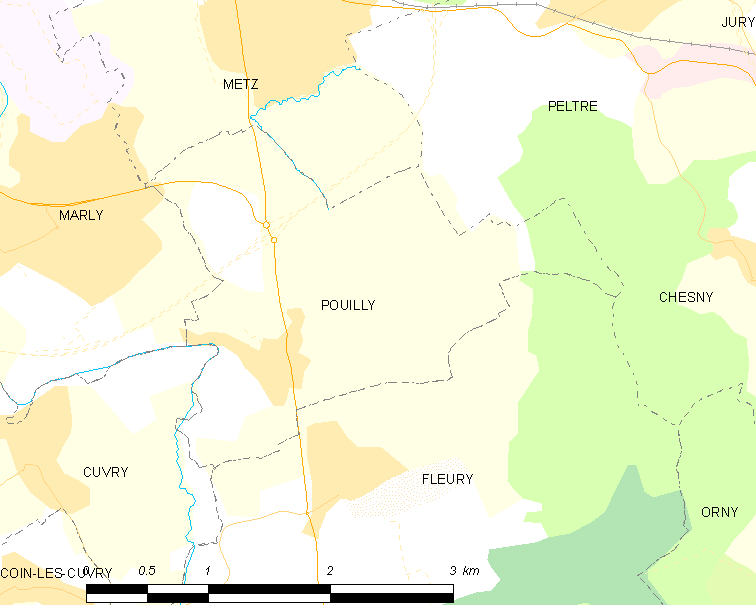
普伊的OSM定位图

普伊的时区为UTC+01:00、UTC+02:00（夏令时）。

## 行政
普伊的邮政编码为57420，INSEE市镇编码为57552。

## 政治
普伊所属的省级选区为摩泽尔山坡县。

## 人口

1962-2008年间普伊人口变化图示

普伊于2022年1月1日时的人口数量为927人。